# A.H. Riise
Albert Heinrich Riise (født 11. september 1810 i Ærøskøbing, død 18. oktober 1882 på Frederiksberg) var en dansk apoteker og fabrikant på St. Thomas i Dansk Vestindien. En mærkevare i rom kaldes fortsat A.H. Riise efter ham.

## Karriere
Albert var søn af skipper og købmand Jens Christian Riise (1773-1814) og hustru Margrethe Elisabeth Krabbe (1779-1869). Faderen døde til søs, da hans skib forulykkede i et uvejr. Efter skolegang kom Albert i lære hos apotekeren i Ærøskøbing, og fra 1825-30 fortsatte han hos apotekeren i Fåborg. Han rejste herefter til København, hvor han i 1832 tog kandidateksamen. Mens han fortsat studerede botanik og kemi, arbejdede han samtidigt på forskellige apoteker i hovedstaden. Et længe næret ønske om at komme til de vestindiske øer blev opfyldt i 1838, da det lykkedes ham at få privilegium som apoteker i Dansk Vestindien. Ved ankomsten til St. Thomas arbejdede han først i en såkaldt doktorbod, drevet af flere læger i fællesskab. Året efter anlagde han sit eget apotek i partnerskab med en læge. I 1843 blev han i stand til at købe partneren ud, så han blev eneejer af apoteket. Det gik godt for A.H. Riise, forretningen voksede, han rejste bl.a. til USA og Trinidad.
Forsynet med et stort lager af alle mulige varer især farmaceutiske produkter blev St. Thomas Apotek kendt på alle de omkringliggende caribiske øer som stedet, hvor der fandtes hvad som helst man måtte have brug for til enhver husholdning.
Riise havde en levende interesse for botanik og udnyttede med stor dygtighed Vestindiens eksotiske planter og fauna til fremstilling af farmaceutiske, alkoholholdige og kosmetiske produkter.

## Fabrikant af rom mm.
Blandt andet den velkendte Riise's Bay Rum (en slags duftevand/parfum ) der var stærkt medvirkende til A.H. Riises senere velstand. A.H. Riise var også pioner indenfor destillation og salg af rom og bitter fra de Vestindiske Øer, som i gamle dage blev brugt som medicin mod maveonder og andre genvordigheder. A.H. Riise havde stor succes med sin vestindiske rom, som blev eksporteret til flere kontinenter. Riises rom var selvfølgelig specielt populær i moderlandet Danmark. A.H. Riise eksporterede sin rom under flere forskellige varemærker, bl.a. Old St. Croix Brand, Riise's Guava rom, A.H. Riise rom med flere. A.H. Riise's eksklusive serie af rom fra Vestindien, markedsføres stadig af Dansk-Vestindisk Rom Kompagni.
Gennem årene er A.H. Riises rom blevet hædret og tildelt medaljer ved adskillige konkurrencer og udstillinger. Den første blev givet til Riise i 1893 ved verdensudstillingen i Chicago.
Han blev gift den 27. januar 1842 i Frederiksted på St. Croix med Henriette Marie Worm (1821 – 1889). Parret fik 13 børn, bl.a. fotografen Frederik Riise og apotekeren Valdemar Riise som var indehaver af apoteket efter ham.

## Tilbage til Danmark
Da der i 1868 var epidemier af både kolera, gul feber og kopper, besluttede familien at rejse til Danmark for et års tid. Da året var omme, besluttede de sig imidlertid for at blive. Apoteket på St. Thomas blev overdraget til en medhjælper, der giftede sig med en af Riises døtre. En søn af denne forbindelse blev senere apoteker i Ærøskøbing. Albert Riise købte en villa på Frederiksberg Allé, som han navngav St. Thomas. Da villaen efter Riises død i 1882 blev solgt, blev den omdannet til et forlystelsessted ved navn St. Thomas.
Albert Riise var desuden i en periode direktør for Bank of St. Thomas og blev udnævnt til Ridder af Dannebrog, Ridder af den svenske Vasaorden, i 1868 til justitsråd og i 1878 til etatsråd. Der er opsat en mindeplade for ham på fødehjemmet i Ærøskøbing.
Han er begravet på Solbjerg Parkkirkegård.